# Esteban Lozada
Esteban Lozada (Ottignies-Louvain-la-Neuve, 8 gennaio 1982) è un ex rugbista a 15 e dirigente d'azienda argentino, in carriera attivo nel ruolo di seconda linea e 22 volte internazionale per i Pumas.

## Biografia
Lozada è nato in Belgio in quanto i suoi genitori erano all'epoca studenti in scienze economiche a Bruxelles; visse in quel Paese fino all'età di due anni per poi crescere in Argentina; lì entrò nel CASI.
Con tale formazione esordì nel campionato dell'Unión de Rugby de Buenos Aires, vincendolo nel 2005 (il primo titolo provinciale del club dopo 20 anni) e nel 2006 esordì con la maglia dei Pumas a Twickenham contro l'Inghilterra.
Un anno più tardi prese parte alla Coppa del Mondo di rugby 2007 in cui l'Argentina si classificò terza assoluta; Lozada scese in campo in due incontri del torneo, contro la Georgia nella fase a gironi e poi nella finale del terzo posto contro i padroni di casa della Francia.
Fu proprio in Francia che Lozada firmò il suo primo contratto da professionista, con il Tolone, club nel quale militò dal 2007 dopo la Coppa del Mondo, al 2010; in tale data si trasferì in Celtic League all'Edimburgo.
Dopo un biennio in Scozia trascorse un anno in Francia all'Agen e nel 2013 passò in Inghilterra al London Wasps, ma a fine stagione dovette ritirarsi perché un consulto neurologico determinò che l'attività sportiva era la causa di sue frequenti emicranie.
Laureatosi nel 2016 in direzione aziendale presso l'Università di Northumbria a Newcastle upon Tyne, lavora in Francia come dirigente nel settore alberghiero.

## Palmarès
- Campionati URBA: 1
CASI: 2005.